# Primární článek

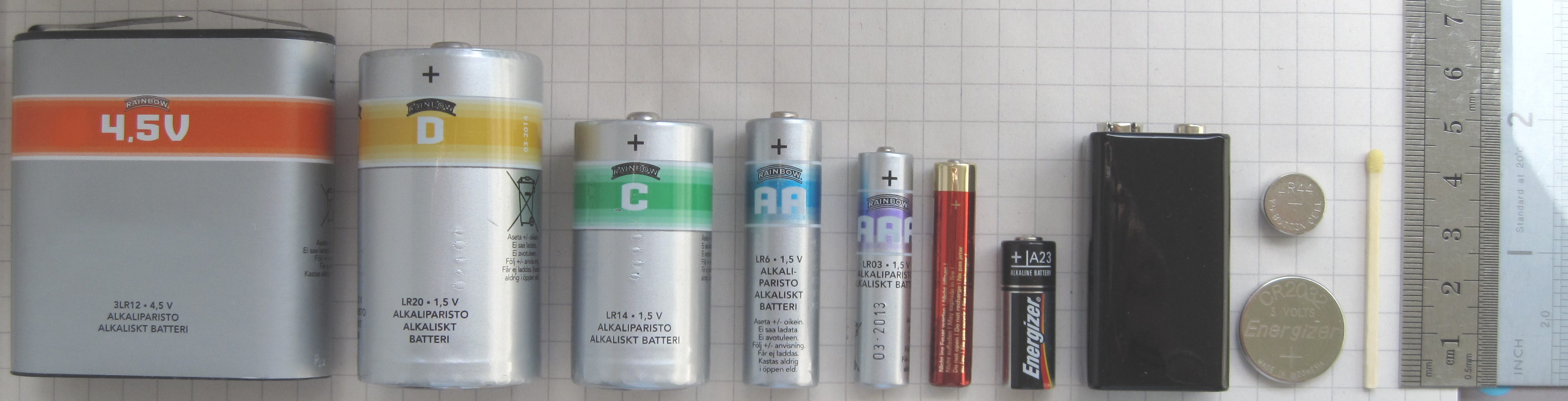
Různé primární články. Zleva: plochá baterie 4,5V, článek D, C, AA, AAA, AAAA, A23, 9V baterie, (nahoře) LR44, (dole) CR2032.

Primární článek je v elektrotechnice označení pro skupinu chemických elektrických zdrojů na jedno použití (po vybití je už nelze použít), jsou též označovány jako galvanické články. Patří mezi ně Voltův článek, salmiakový článek (Leclancheův článek), zinko-uhlíkový článek, alkalický článek, lithiový článek. Efektivita primárních článků je velmi nízká, pro jejich výrobu je potřeba zhruba 50× více energie, než z nich lze později ve formě elektrického proudu získat. Kromě toho obsahují jedovaté látky, a proto jsou považovány za neekologické. Jejich výhodou je dlouhá skladovatelnost (odolnost vůči samovybíjení).
V poslední době (rok 2018) stoupá ve výrobě podíl sekundárních článků (akumulátory), které lze po vybití znovu nabít, protože jsou potřeba pro provoz mobilních zařízení, jejichž provoz na primární články by byl neekonomický.

## Porovnání primárních a sekundárních článků
Výhodou primární baterie je nižší rychlost samovolného vybíjení než sekundárního článku (akumulátoru). Elektrická energie proto zůstane v primárním článku k dispozici po delší čas, například lithiový článek může mít skladovatelnost kolem 10 let. Primární články jsou proto používány pro zařízení, které potřebují malý proud po dlouhou dobu, například detektor kouře nebo kapesní svítilna (samovybíjecí proud je menší nebo srovnatelný se zátěžovým proudem). Svítilna používaná pro nouzové situace musí pracovat v případě nouze, což je i v případě, že nebyla dlouho používána. Při použití nabíjecích baterií by bylo nutné je opakovaně dobíjet a i tak by před vyčerpáním své životnosti využily jen malou část svých možných nabíjecích cyklů a vyšší výrobní náklady by se proto nevyplatily.
Vyšší náklady na výrobu sekundárních článků (nabíjecí baterie) mohou být rozloženy v mnoha cyklech jeho používání (mezi 100 a 1000 cykly), například v mobilních telefonech nebo ručních elektrických nástrojích. Naopak by bylo neekonomické vyhodit primární článek po několika hodinách provozu.

## Nabíjení primárních článků
Existují pokusy o prodloužení životnosti primárních článků, například alkalický akumulátor, avšak mají různé výsledky. Lze dokonce zakoupit zařízení, která prezentují schopnost nabíjet primární články. Vnitřní chemické reakce, které v primárním článku probíhají při vybíjení, však není možné snadno pomocí vnějšího zdroje elektrického proudu vrátit zpět, takže se reaktanty zcela nevrátí ani do původního stavu ani umístění. Takto „nabité“ primární články nebudou mít životnost nebo výkon skutečných akumulátorů (sekundárních článků). Výrobci primárních článků obvykle varují před dobíjením.